# Élections législatives argentines de 2011
Les élections législatives argentines de 2011 se sont tenues le dimanche 23 octobre 2011, pour élire 130 des 257 députés pour la période 2011-2015.